# Euryspongia lankesteri
Euryspongia lankesteri är en svampdjursart som beskrevs av Marcus Lehnert och van Soest 1999. Euryspongia lankesteri ingår i släktet Euryspongia och familjen Dysideidae.
Artens utbredningsområde är havet kring Jamaica. Inga underarter finns listade i Catalogue of Life.